# Bojan Ziđarević
Bojan Ziđarević (serbisch-kyrillisch Бојан Зиђаревић; * 9. April 1985 in Subotica, SFR Jugoslawien) ist ein serbischer Eishockeyspieler mit kuwaitischer Staatsbürgerschaft, der seit 2016 für verschiedene Vereine der kuwaitischen Eishockeyliga spielt. Seit 2014 ist Ziđarević zudem Assistenztrainer der kuwaitischen Nationalmannschaft.

## Karriere
Bojan Ziđarević begann seine Karriere als Eishockeyspieler beim HK Spartak Subotica, für den er ab 2003 in der serbisch-montenegrinischen Eishockeyliga spielte. 2006 wechselte er für ein Jahr zum HK Vojvodina Novi Sad und danach für zwei Jahre zum KHK Roter Stern Belgrad, wo er in der nunmehr rein serbischen Liga spielte. 2009 kehrte er nach Subotica zurück. 2011 zog es ihn in die Vereinigten Arabischen Emirate, wo er für den al-Ain Theebs IHC auf dem Eis stand. Nach zwei Jahren in der Oasenstadt al-Ain kehrte er in seine serbische Heimat zurück und ließ seine Karriere bei seinem Stammverein Spartak Subotica ausklingen. Seit 2016 ist er wieder auf der arabischen Halbinsel aktiv, wo er derzeit für die Kuwait Warriors spielt. 2021 und 2022 wurde er mit den Kuwait Stars sowie 2024 und 2025 mit den Kuwait Warriors Kuwaitischer Meister. 2021 und 2022 wurde er zudem als bester Spieler und 2024 als bester Stürmer der Liga ausgezeichnet.

### International
Für Serbien und Montenegro nahm Ziđarević an den U20-Division-II-Weltmeisterschaften der Jahre 2004 und 2005 teil.
Im Herrenbereich debütierte Ziđarević international für die serbische Nationalmannschaft bei der Weltmeisterschaft 2008 in der Division II. Zudem nahm er für Serbien an der Qualifikation für die Olympischen Winterspiele in Vancouver 2010 teil. Bei der Weltmeisterschaft der Division IV 2024 trat der Stürmer mit der kuwaitischen Nationalmannschaft an und war mit neun Treffern bester Torschütze des Wettbewerbs, erreichte dort auch die beste Plus/Minus-Bilanz und wurde folgerichtig auch zum besten Stürmer gewählt. Auch 2025 spielte er in der Division IV.

### Trainertätigkeit
Nach dem Ende seiner aktiven Laufbahn in Serbien kehrte Ziđarević in die arabische Welt zurück und ist seit 2014 Assistenztrainer der kuwaitischen Nationalmannschaft, die er bei mehreren Austragungen des IIHF Challenge Cup of Asia sowie bei den Winter-Asienspielen 2017, der Qualifikation 2018 zur Eishockey-Weltmeisterschaft der Division III und den Weltmeisterschaften der Division IV 2022 und 2023 betreute. Cheftrainer ist sein Vater Marko Ziđarević.
Auf Klubebene ist er derzeit Spielertrainer der Kuwait Warriors.

## Erfolge und Auszeichnungen
- 2021 Kuwaitischer Meister mit den Kuwait Stars
- 2021 Bester Spieler der kuwaitischen Eishockeyliga
- 2022 Kuwaitischer Meister mit den Kuwait Stars
- 2022 Bester Spieler der kuwaitischen Eishockeyliga
- 2024 Kuwaitischer Meister mit den Kuwait Warriors
- 2024 Bester Stürmer der kuwaitischen Eishockeyliga
- 2025 Kuwaitischer Meister mit den Kuwait Warriors

### International
- 2024 Bester Stürmer, bester Torschütze und beste Plus/Minus-Bilanz bei der Weltmeisterschaft der Division IV